# تیمو ده باکر
تیمو ده باکر (هلندی: Thiemo de Bakker؛ زادهٔ ۱۹ سپتامبر ۱۹۸۸) یک تنیس‌باز اهل هلند است.